# Râul Govora
Râul Govora este un curs de apă, afluent de dreapta al râului Olt din județul Vâlcea. Se varsă în Olt lângă localitatea Mihăești.

## Generalități
Râul Govora are doi afluenți, ambii de stânga, Cacova și Hârța.

## Hărți
- Harta județului Vâlcea - Județul Vâlcea